# Reichsführer
Reichsführer je bio posebni čin SS-a, a postojao je u razdoblju od 1925. do 1945. Reichsführer je od 1925. – 1933. bio samo naslov, a 1934. postaje najvišim činom Schutzstaffela (SS).

## Definicija
Reichsführer je bio oboje, i naslov i čin. Naslov Reichsführer stvoren je od strane Josepha Berchtolda 1926. Berchtoldov prethodnik, Julius Schreck, nikad se nije oslovljavao kao Reichsführer, no ovaj mu je naslov dodijeljen kasnije. 1929. Heinrich Himmler postaje SS-Reichsführer, no to je bio njegov naslov, a ne čin u SS-u. Dakle, zapovjednik SS-a imao je naslov Reichsführer.  
1934., Himmlerov naslov, nakon Noći dugih noževa postaje činom. Od tada SS-Reichsführer postaje najvišim činom SS-a, a izjednačen je s Wehrmachtovim činom Generalfeldmarschall. Nikada nije bilo više Reichesführera, pošto je samo Himmler nosio ovaj čin.

## Reichesführeri
Sve ukupno, petorica SS-ovaca nosila su čin/naslov Reichsführer u 20 godina postojanja SS-a.  Trojica su bili Reichsführeri po naslovu, dok su ostala dvojica bili to po činu. 
| Ime nositelja    | Razdiblje nošenja čina |
| Ime nositelja    |                        |
| Julius Schreck   | 1925. – 1926.          |
|                  |                        |
| Joseph Berchtold | 1926. – 1927.          |
|                  |                        |
| Erhard Heiden    | 1927. – 1929.          |
|                  |                        |
| Heinrich Himmler | 1929. – 1945.          |
|                  |                        |
| Karl Hanke       | 1945.                  |
|                  |                        |

Hanke je postao vođom SS-a u travnju 1945., no za novu dužnost nije znao do svibnja 1945. Poginuo je u lipnju 1945. pri bijegu iz logora ratnih zarobljenika u Češkoj.

## Suvremena kultura
Čin SS-Reichsführer pojavio se i u fikcijama:
- U romanu Domovina Roberta Harrisa, Njemačka je pobijedila u Drugom svjetskom ratu, a u romanu Reinhard Heydrich je promaknut u čin SS-Reichsführera, kada je Himmler misteriozno ubijen u padu zrakoplova 1950-ih.
- U seriji Zvjezdane staze u epizodi "Patterns of Force" radnja se odvija na planeti gdje je federacijski povjesničar stvorio nacističku vladavinu. U toj epizodi za vrijeme govora Johna Gilla, povjesničara koji je postao Führer, vidi se SS-ovac koji nosi obilježja Reichsführera. Ovome liku nije dano ime, a i ne događa se nikakav dijalog s njim. Reichsführera iz Zvjezdanih staza glumi Frank da Vinci.
- Himmler se pojavljuje kao Reichsführer u romanu s tematikom alternativne povijesti, SS-GB, autora Lena Deightona, tijekom posjeta osvojenoj Britaniji u studenome 1941.
- U romanu Harryja Turtledovea Colonization: Second Contact, drugom po redu u serijalu Worldwar, Himmler nasljeđuje Hitlera kao Führer i nastavlja vladati Nacističkom Njemačkom u 1960-ima.
- U drugom romanu Harryja Turtledovea In the Presence of Mine Enemies, jedan od antagonista je SS-Reichsführer Lothar Prützmann, koji pokušava zbaciti s vlasti Führera Heinza Buckligera.